# Tour de France 2013 – 5. etap
5. etap kolarskiego wyścigu Tour de France 2013 odbył się 3 lipca. Start etapu miał miejsce w miejscowości Cagnes-sur-Mer, zaś meta w Marsylii. Etap liczył 228,5 kilometra.
Zwycięzcą etapu został Mark Cavendish. Drugie miejsce zajął Edvald Boasson Hagen, a trzecie Peter Sagan.

## Premie
| Rodzaj | Rodzaj            | Miejscowość / Miejsce      | Kilometry (od startu) | Kilometry (do mety) |
| ------ | ----------------- | -------------------------- | --------------------- | ------------------- |
|        | Górska (III kat.) | Côte de Châteauneuf-Grasse | 22,0                  | 206,5               |
|        | Górska (IV kat.)  | Col de l'Ange              | 93,0                  | 135,5               |
|        | Lotna             | Lorgues                    | 102,5                 | 126,0               |
|        | Górska (IV kat.)  | Côte de la Roquebrussanne  | 154,0                 | 74,5                |
|        | Górska (IV kat.)  | Côte des Bastides          | 198,0                 | 30,5                |

### Wyniki na premiach
| Lotna – Lorgues | Lotna – Lorgues        | Lotna – Lorgues | Lotna – Lorgues | Lotna – Lorgues |
| Msc.            | Zawodnik               | Zespół          | Punkty          |                 |
| --------------- | ---------------------- | --------------- | --------------- | --------------- |
| 1.              | Thomas De Gendt        | VCD             | 20              |                 |
| 2.              | Aleksiej Łucenko       | AST             | 17              |                 |
| 3.              | Anthony Delaplace      | SOJ             | 15              |                 |
| 4.              | Yukiya Arashiro        | EUC             | 13              |                 |
| 5.              | Romain Sicard          | EUS             | 11              |                 |
| 6.              | Kévin Reza             | EUC             | 10              |                 |
| 7.              | André Greipel          | LTB             | 9               |                 |
| 8.              | Alexander Kristoff     | KAT             | 8               |                 |
| 9.              | Peter Sagan            | CAN             | 7               |                 |
| 10.             | Mark Cavendish         | OPQ             | 6               |                 |
| 11.             | José Joaquín Rojas Gil | MOV             | 5               |                 |
| 12.             | Greg Henderson         | LTB             | 4               |                 |
| 13.             | Fabio Sabatini         | CAN             | 3               |                 |
| 14.             | Kris Boeckmans         | VCD             | 2               |                 |
| 15.             | Marcel Sieberg         | LTB             | 1               |                 |

| Górska – Côte de Châteauneuf-Grasse | Górska – Côte de Châteauneuf-Grasse | Górska – Côte de Châteauneuf-Grasse | Górska – Côte de Châteauneuf-Grasse | Górska – Côte de Châteauneuf-Grasse |
| Msc.                                | Zawodnik                            | Zespół                              | Punkty                              |                                     |
| ----------------------------------- | ----------------------------------- | ----------------------------------- | ----------------------------------- | ----------------------------------- |
| 1.                                  | Thomas De Gendt                     | VCD                                 | 2                                   |                                     |
| 2.                                  | Anthony Delaplace                   | SOJ                                 | 1                                   |                                     |

| Górska – Col de l'Ange | Górska – Col de l'Ange | Górska – Col de l'Ange | Górska – Col de l'Ange | Górska – Col de l'Ange |
| Msc.                   | Zawodnik               | Zespół                 | Punkty                 |                        |
| ---------------------- | ---------------------- | ---------------------- | ---------------------- | ---------------------- |
| 1.                     | Thomas De Gendt        | VCD                    | 1                      |                        |

| Górska – Côte de la Roquebrussanne | Górska – Côte de la Roquebrussanne | Górska – Côte de la Roquebrussanne | Górska – Côte de la Roquebrussanne | Górska – Côte de la Roquebrussanne |
| Msc.                               | Zawodnik                           | Zespół                             | Punkty                             |                                    |
| ---------------------------------- | ---------------------------------- | ---------------------------------- | ---------------------------------- | ---------------------------------- |
| 1.                                 | Yukiya Arashiro                    | EUC                                | 1                                  |                                    |

| Górska – Côte des Bastides | Górska – Côte des Bastides | Górska – Côte des Bastides | Górska – Côte des Bastides | Górska – Côte des Bastides |
| Msc.                       | Zawodnik                   | Zespół                     | Punkty                     |                            |
| -------------------------- | -------------------------- | -------------------------- | -------------------------- | -------------------------- |
| 1.                         | Thomas De Gendt            | VCD                        | 1                          |                            |

## Wyniki etapu
| Msc. | Zawodnik                 | Państwo           | Zespół                     | Czas       | Punkty |
| ---- | ------------------------ | ----------------- | -------------------------- | ---------- | ------ |
| 1.   | Mark Cavendish           | Wielka Brytania   | Omega Pharma-Quick Step    | 5h 31' 51" | 45     |
| 2.   | Edvald Boasson Hagen     | Norwegia          | Sky Procycling             | + 0"       | 35     |
| 3.   | Peter Sagan              | Słowacja          | Cannondale                 | + 0"       | 30     |
| 4.   | André Greipel            | Niemcy            | Lotto-Belisol              | + 0"       | 26     |
| 5.   | Roberto Ferrari          | Włochy            | Lampre-Merida              | + 0"       | 22     |
| 6.   | Alexander Kristoff       | Norwegia          | Katusha Team               | + 0"       | 20     |
| 7.   | Juan José Lobato         | Hiszpania         | Euskaltel-Euskadi          | + 0"       | 18     |
| 8.   | Ramūnas Navardauskas     | Litwa             | Garmin-Sharp               | + 0"       | 16     |
| 9.   | Cyril Lemoine            | Francja           | Sojasun                    | + 0"       | 14     |
| 10.  | José Joaquín Rojas Gil   | Hiszpania         | Movistar Team              | + 0"       | 12     |
| 11.  | Samuel Dumoulin          | Francja           | Ag2r-La Mondiale           | + 0"       | 10     |
| 12.  | John Degenkolb           | Niemcy            | Team Argos-Shimano         | + 0"       | 8      |
| 13.  | Daryl Impey              | Południowa Afryka | Orica GreenEdge            | + 0"       | 6      |
| 14.  | Danny van Poppel         | Holandia          | Vacansoleil-DCM            | + 0"       | 4      |
| 15.  | Simon Gerrans            | Australia         | Orica GreenEdge            | + 0"       | 2      |
| 16.  | Egoitz García Echeguibel | Hiszpania         | Cofidis, Solutions Crédits | + 0"       | —      |
| 17.  | Fabio Sabatini           | Włochy            | Cannondale                 | + 0"       | —      |
| 18.  | Gert Steegmans           | Belgia            | Omega Pharma-Quick Step    | + 0"       | —      |
| 19.  | Wout Poels               | Holandia          | Vacansoleil-DCM            | + 0"       | —      |
| 20.  | Julien El Fares          | Francja           | Sojasun                    | + 0"       | —      |
| 21.  | Simon Clarke             | Australia         | Orica GreenEdge            | + 0"       | —      |
| 22.  | Simon Geschke            | Niemcy            | Team Argos-Shimano         | + 0"       | —      |
| 23.  | Boy van Poppel           | Holandia          | Vacansoleil-DCM            | + 0"       | —      |
| 24.  | Jean-Christophe Péraud   | Francja           | Ag2r-La Mondiale           | + 0"       | —      |
| 25.  | Nicolas Roche            | Irlandia          | Team Saxo-Tinkoff          | + 0"       | —      |
| 26.  | Greg Henderson           | Nowa Zelandia     | Lotto-Belisol              | + 0"       | —      |
| 27.  | Cadel Evans              | Australia         | BMC Racing Team            | + 0"       | —      |
| 28.  | Christopher Froome       | Wielka Brytania   | Sky Procycling             | + 0"       | —      |
| 29.  | Michał Kwiatkowski       | Polska            | Omega Pharma-Quick Step    | + 0"       | —      |
| 30.  | Maxime Monfort           | Belgia            | RadioShack-Leopard         | + 0"       | —      |

## Klasyfikacje po etapie

### Klasyfikacja generalna
| Msc. | Zawodnik                   | Państwo           | Zespół                  | Czas        |
| ---- | -------------------------- | ----------------- | ----------------------- | ----------- |
|      | Simon Gerrans              | Australia         | Orica GreenEdge         | 18h 19' 15" |
| 2.   | Daryl Impey                | Południowa Afryka | Orica GreenEdge         | + 0"        |
| 3.   | Michael Albasini           | Szwajcaria        | Orica GreenEdge         | + 0"        |
| 4.   | Michał Kwiatkowski         | Polska            | Omega Pharma-Quick Step | + 1"        |
| 5.   | Sylvain Chavanel           | Francja           | Omega Pharma-Quick Step | + 1"        |
| 6.   | Edvald Boasson Hagen       | Norwegia          | Sky Procycling          | + 3"        |
| 7.   | Christopher Froome         | Wielka Brytania   | Sky Procycling          | + 3"        |
| 8.   | Richie Porte               | Australia         | Sky Procycling          | + 3"        |
| 9.   | Nicolas Roche              | Irlandia          | Team Saxo-Tinkoff       | + 9"        |
| 10.  | Roman Kreuziger            | Czechy            | Team Saxo-Tinkoff       | + 9"        |
| 11.  | Alberto Contador           | Hiszpania         | Team Saxo-Tinkoff       | + 9"        |
| 12.  | Michael Rogers             | Australia         | Team Saxo-Tinkoff       | + 9"        |
| 13.  | Jurgen Van den Broeck      | Belgia            | Lotto-Belisol           | + 17"       |
| 14.  | Ryder Hesjedal             | Kanada            | Garmin-Sharp            | + 17"       |
| 15.  | Adam Hansen                | Australia         | Lotto-Belisol           | + 17"       |
| 16.  | Andrew Talansky            | Stany Zjednoczone | Garmin-Sharp            | + 17"       |
| 17.  | Daniel Martin              | Irlandia          | Garmin-Sharp            | + 17"       |
| 18.  | Thomas Danielson           | Stany Zjednoczone | Garmin-Sharp            | + 17"       |
| 19.  | Alejandro Valverde         | Hiszpania         | Movistar Team           | + 20"       |
| 20.  | Rui Alberto Faria da Costa | Portugalia        | Movistar Team           | + 20"       |

### Klasyfikacja punktowa
| Msc. | Zawodnik                     | Państwo         | Zespół                  | Punkty |
| ---- | ---------------------------- | --------------- | ----------------------- | ------ |
|      | Peter Sagan                  | Słowacja        | Cannondale              | 111    |
| 2.   | Mark Cavendish               | Wielka Brytania | Omega Pharma-Quick Step | 76     |
| 3.   | Alexander Kristoff           | Norwegia        | Katusha Team            | 76     |
| 4.   | André Greipel                | Niemcy          | Lotto-Belisol           | 65     |
| 5.   | Edvald Boasson Hagen         | Norwegia        | Sky Procycling          | 58     |
| 6.   | Marcel Kittel                | Niemcy          | Team Argos-Shimano      | 57     |
| 7.   | José Joaquín Rojas Gil       | Hiszpania       | Movistar Team           | 53     |
| 8.   | Danny van Poppel             | Holandia        | Vacansoleil-DCM         | 43     |
| 9.   | Michał Kwiatkowski           | Polska          | Omega Pharma-Quick Step | 41     |
| 10.  | Lars Boom                    | Holandia        | Belkin Pro Cycling      | 40     |
| 11.  | Simon Gerrans                | Australia       | Orica GreenEdge         | 34     |
| 12.  | Juan Antonio Flecha Giannoni | Hiszpania       | Vacansoleil-DCM         | 32     |
| 13.  | Jan Bakelants                | Belgia          | RadioShack-Leopard      | 30     |
| 14.  | Julien Simon                 | Francja         | Sojasun                 | 30     |
| 15.  | David Millar                 | Wielka Brytania | Garmin-Sharp            | 30     |

### Klasyfikacja górska
| Msc. | Zawodnik              | Państwo         | Zespół             | Punkty |
| ---- | --------------------- | --------------- | ------------------ | ------ |
|      | Pierre Rolland        | Francja         | Team Europcar      | 10     |
| 2.   | Simon Clarke          | Australia       | Orica GreenEdge    | 5      |
| 3.   | Blel Kadri            | Francja         | Ag2r-La Mondiale   | 5      |
| 4.   | Thomas De Gendt       | Belgia          | Vacansoleil-DCM    | 4      |
| 5.   | Mikel Nieve Iturralde | Hiszpania       | Euskaltel-Euskadi  | 3      |
| 6.   | Cyril Gautier         | Francja         | Team Europcar      | 2      |
| 7.   | Lars Boom             | Holandia        | Belkin Pro Cycling | 2      |
| 8.   | Lars Petter Nordhaug  | Norwegia        | Belkin Pro Cycling | 2      |
| 9.   | Brice Feillu          | Francja         | Sojasun            | 2      |
| 10.  | Alexis Vuillermoz     | Francja         | Sojasun            | 2      |
| 11.  | Yukiya Arashiro       | Japonia         | Team Europcar      | 1      |
| 12.  | Juan José Lobato      | Hiszpania       | Euskaltel-Euskadi  | 1      |
| 13.  | Christopher Froome    | Wielka Brytania | Sky Procycling     | 1      |
| 14.  | Jurgen Van den Broeck | Belgia          | Lotto-Belisol      | 1      |
| 15.  | Wasil Kiryjenka       | Białoruś        | Sky Procycling     | 1      |

### Klasyfikacja młodzieżowa
| Msc. | Zawodnik              | Państwo           | Zespół                     | Czas        |
| ---- | --------------------- | ----------------- | -------------------------- | ----------- |
|      | Michał Kwiatkowski    | Polska            | Omega Pharma-Quick Step    | 18h 19' 16" |
| 2.   | Andrew Talansky       | Stany Zjednoczone | Garmin-Sharp               | + 16"       |
| 3.   | Nairo Quintana        | Kolumbia          | Movistar Team              | + 19"       |
| 4.   | Tejay van Garderen    | Stany Zjednoczone | BMC Racing Team            | + 25"       |
| 5.   | Peter Sagan           | Słowacja          | Cannondale                 | + 33"       |
| 6.   | Thibaut Pinot         | Francja           | FDJ.fr                     | + 41"       |
| 7.   | Alexandre Geniez      | Francja           | FDJ.fr                     | + 41"       |
| 8.   | Romain Bardet         | Francja           | Ag2r-La Mondiale           | + 1' 03"    |
| 9.   | Alexis Vuillermoz     | Francja           | Sojasun                    | + 3' 38"    |
| 10.  | Rudy Molard           | Francja           | Cofidis, Solutions Crédits | + 4' 59"    |
| 11.  | Ion Izagirre Insausti | Hiszpania         | Euskaltel-Euskadi          | + 5' 03"    |
| 12.  | Tony Gallopin         | Francja           | RadioShack-Leopard         | + 5' 30"    |
| 13.  | Peter Kennaugh        | Wielka Brytania   | Sky Procycling             | + 9' 17"    |
| 14.  | Davide Cimolai        | Włochy            | Lampre-Merida              | + 9' 39"    |
| 15.  | Moreno Moser          | Włochy            | Cannondale                 | + 9' 48"    |

### Klasyfikacja drużynowa
| Msc. | Zespół             | Państwo           | Czas        |
| ---- | ------------------ | ----------------- | ----------- |
|      | Orica GreenEdge    | Australia         | 54h 05' 53" |
| 2.   | Sky Procycling     | Wielka Brytania   | + 3"        |
| 3.   | Team Saxo-Tinkoff  | Dania             | + 9"        |
| 4.   | Garmin-Sharp       | Stany Zjednoczone | + 17"       |
| 5.   | Movistar Team      | Hiszpania         | + 20"       |
| 6.   | Lampre-Merida      | Włochy            | + 25"       |
| 7.   | BMC Racing Team    | Stany Zjednoczone | + 26"       |
| 8.   | RadioShack-Leopard | Luksemburg        | + 28"       |
| 9.   | Katusha Team       | Rosja             | + 28"       |
| 10.  | Vacansoleil-DCM    | Holandia          | + 33"       |